# Caragana purdomii
Caragana purdomii là một loài thực vật có hoa trong họ Đậu. Loài này được Rehder miêu tả khoa học đầu tiên.